# Martha Higareda
Martha Elba Higareda Cervantes (Villahermosa, Tabasco; 24 de agosto de 1983) es una actriz mexicana.

## Biografía

### Primeros años
Higareda nació el 24 de agosto de 1983 en Villahermosa, Tabasco. Es hija de la actriz Martha Cervantes y del pintor José Luis Higareda, y hermana mayor de la actriz Miriam Higareda. Desde pequeña, Martha participaba en concursos de declamación y de danza folclórica. Sus padres la apoyaron a desarrollar su vida artística inscribiéndola en clases de tap, jazz, flamenco y actuación. A la edad de 14 años se mudó a la capital mexicana a perseguir su sueño de ser actriz, enrolándose en el Centro de Arte y Comedia Gonzalo Correa (CAC), de donde se graduó en 2000.

### Carrera
Debutó profesionalmente participando en obras como Bang, Don Juan Tenorio, La Fonda de las Siete Cabrillas, La casa de té en la luna de agosto, Mujercitas, Muerte que te quiero muerte, La corbata y Flores para Chava Flores, además de ser imagen de diversas campañas publicitarias y videoclips. No es hasta 1999 cuando recibe su primera oportunidad profesional como conductora del programa Zapping Zone, transmitido por Disney Channel. Además, participa en telenovelas como Carita de ángel y Cara o cruz (de Telemundo-Argos).
En 2002, participa en su primer largometraje como protagonista: Amar te duele, dirigido por Fernando Sariñana y en donde la joven actriz comparte créditos con Luis Fernando Peña y Alfonso Herrera.
En 2003, debuta como protagonista de telenovelas en Enamórate, producción de Televisión Azteca, y donde comparte créditos con Yahir, Martha Cristiana, Fernando Sarfati, María Inés Guerra y Amara Villafuerte.
En septiembre de 2004, Higareda vuelve a tener un papel protagónico con su participación en la telenovela Las Juanas, donde interpreta a Juana Carolina, una mujer aficionada a las prácticas esotéricas y sobrenaturales. En esta novela participa al lado de Ana Serradilla, Paola Núñez y Claudia Álvarez.[cita requerida]
En 2005, Martha regresó al cine con Borderland, relacionada con los asesinatos de Matamoros, y también actuó en la cinta mexicana Siete días, donde trabaja junto a Jaime Camil, interpretando a una chica que va en busca de un sueño: traer a U2 a la Ciudad de Monterrey. 
En 2007 aparece en el largometraje Fuera del cielo, en el que comparte créditos con Demián Bichir, además de dos películas protagonizadas por ella: la primera Niñas mal, dirigida por Fernando Sariñana, y en donde comparte créditos con Camila Sodi, Ximena Sariñana y Alejandra Adame, María Aura, y la adaptación del clásico de terror de 1968 Hasta el viento tiene miedo.[cita requerida]
En 2008, se estrena su primer film realizado en Hollywood: Street Kings, que protagonizó junto a Keanu Reeves y Forest Whitaker. En 2010 se la vio en la cinta Smokin' Aces 2, donde interpreta a una asesina internacional.[cita requerida]
En octubre de 2010, Martha regresa a México para debutar como guionista en la cinta Te presento a Laura, de la cual también es protagonista junto al actor Kuno Becker, y dirigida por Fez Noriega.
En febrero de 2011, aparece de nuevo en la pantalla grande en el filme de Sebastián Borensztein Sin memoria, y a finales de ese mismo año grabó en Guadalajara la cinta El mariachi gringo, la cual promocionó y se exhibió en los festivales de cine de Miami (MIFF) y Guadalajara (FICG) en marzo de 2012. En septiembre de 2011 actuó en el capítulo llamado "Stiff" dentro de la serie CSI: Miami, bajo el libreto de Dorren J. Blauschild y dirigida por Gina Lamar.
En junio de 2012, filmó en la Ciudad de México y Quintana Roo la cinta Cásese quien pueda, que protagonizó junto a su hermana, la también actriz Miriam Higareda. En agosto del mismo año filmó en Los Ángeles, Calexico, Mexicali y Tijuana la cinta Go for Sisters, dirigida por John Sayles. [cita requerida]
Más tarde, se la vio promocionando la cinta Hello Herman durante el Hollywood Film Festival, así como entregando el reconocimiento "My Favorite" al actor Joaquín Cosio en la primera entrega de reconocimientos OK!MGM y luego se convirtió en imagen de la campaña "Soy Nuevo León", que busca promover el turismo en dicho estado.[cita requerida]
En 2013, se estrenó su película Cásese quien pueda, escrita, producida y protagonizada por ella misma junto a su hermana Miriam Higareda. La cinta El mariachi gringo ha recorrido el mundo exhibiéndose en varios festivales de cine.[cita requerida]
Es imagen de la campaña «Soy Nuevo León. Extraordinario!», la cual busca promocionar el turismo en el estado de Nuevo León, así como de una reconocida marca de venta de ropa y calzado por catálogo.
Además en 2018 participó en la serie Altered Carbon, producción de ciencia ficción original de Netflix, donde interpreta a Kristin Ortega, una teniente de la policía de la ciudad decidida a descubrir qué se oculta tras el negocio millonario y la lucha de poder relacionada con las "fundas" (cuerpos que se usan como transporte de conciencias humanas).

## Trayectoria

### Cine
- Amar te duele (2002) - Renata
- Mujer dormida (2003) - Marina
- Casa de los babys (2003) - Celia
- El sueño de Elías (2003) - María
- Al otro lado (2004) - Eréndira
- 7 días (2005) - Gloria
- Fuera del cielo (2006) - Elisa
- Así del precipicio (2006) - Cristina
- Hasta el viento tiene miedo (2007) - Claudia
- La leyenda de la nahuala (2007) - Xóchitl (voz)
- Niñas mal (2007) - Adela León
- Borderland (2007) - Valeria
- Street Kings (2008) - Grace García
- Todo incluido (2008) - Camila
- Skip Tracer (2008) - Jennifer Orellana
- Barbie pulgarcita (2009) - Pulgarcita (voz)
- Lies in Plain Sight (2010) - Sofía
- Smokin’ Aces 2 Assassins’ Ball (2010) - Ariella Martínez
- Te presento a Laura (2010) - Laura/Eva/Valeria
- Sin memoria (2011) - Mónica
- Hello Herman (2012) - Isa Luz
- El mariachi gringo (2013) - Lilia
- Cásese quien pueda (2014) - Ana Paula
- McFarland, USA (2015)
- Una última y nos vamos (2015)
- Cigüeñas: La historia que no te contaron (2016) - Tulip (voz)
- No manches Frida (profesor de reemplazo) (2016) - Miss Lucy
- Vive por mí (2017) - Ana González de Arranz
- 3 idiotas (2017) - Mariana
- Código Abierto (2018) - de Netflix
- Marcianos vs. mexicanos (2018) - La Zafiro (voz)
- Tod@s caen (2019) - Mía
- No manches Frida 2 (2019) - Miss Lucy
- Fuga de reinas (2023)
- Follow (2025) - Carolina Correa[5]

### Televisión
- Cara o cruz (2002) - Rosario
- Enamórate (2003) - Celeste
- Las Juanas (2004) - Juana Carolina
- Gitanas (2004) - Jovanka (joven)
- Tiempo final (2008) - Flor; Episodio "La entrega"
- Lies in Plain Sight (2010) - Sofía Delgado
- Carlos (2010) - Amparo
- CSI Miami Temporada 10, Capítulo 2 (2011) - Luisa Romero
- Hawaii Five-0 Temporada 4, Capítulo 1 (2013) - Flora
- El Mariachi (2014)
- Royal pains (2014)
- Steven Universe (2017) - Topaz (versión estadounidense)
- Altered Carbon (2018) - Kristin Ortega
- Queen of the South (2018)
- Into the Dark: Culture shock (2019) - Marisol
- ¿Quién es la máscara? (2023) - Investigadora[6]

### Vídeos musicales
- Amar te duele, de Natalia Lafourcade
- Si no estás, de Ari Borovoy
- Ya estoy harta, de Lati2
- 16 de febrero, de Emmanuel del Real (Meme) y Chetes
- Como soy, de Ximena Sariñana
- Toma mi mano, de Belanova
- Amor clandestino, de Maná
- Me cuesta vivir, de Ana Victoria
- ¿Dónde te perdí?, de Motel
- ¿Con quién se queda el perro?, de Jesse & Joy
- Fin, de Jaguares
- Te vas , de Gerardo López

## Premios y reconocimientos
| Año  | Premiación              | Categoría                | Trabajo nominado | Resultado |
| ---- | ----------------------- | ------------------------ | ---------------- | --------- |
| 2003 | MTV Movie Awards México | Actriz Favorita          | Amar te duele    | Ganadora  |
| 2003 | MTV Movie Awards México | Mejor Secuencia Cachonda | Martha Higareda  | Ganadora  |

- 2005: Es elegida por la revista Quien como una de "Las 10 niñas más guapas".[7]